# Ingolf Wiegert
Ingolf Wiegert, född den 3 november 1957 i Magdeburg, Tyskland, är en östtysk handbollsspelare.
Han tog OS-guld i herrarnas turnering i samband med de olympiska handbollstävlingarna 1980 i Moskva.